# Brandi
Brandi és una beguda alcohòlica feta a partir de vi destil·lat i envellit. El seu procés de maduració es fa en barrils de fusta de roure o d'alzina.  A les botigues gairebé sempre té un volum d'alcohol entre un 36-40% (fins a un 60%). El brandi és una beguda espirituosa que, a diferència de les altres, s’elabora a partir del raïm i de la destil·lació del vi. La principal diferència entre el brandi i el conyac radica en el seu  origen geogràfic i en el mètode de producció.

## Història del brandi
L’expressió “brandi” ve del neerlandès brandewijn, que literalment vol dir “vi cremat” (per destil.lar la brisa cal escalfar-la). I és que el brandi és vi cremat o recuit. El brandi es va originar  amb la destil·lació d'un vi, generalment de baixa qualitat, a un alambí. Els vins bons solien reservar-se per servir-los directament, mentre que els dolents es destinaven la destil·lació per fer-ne brandi o, com se’n diu sovint en català, aiguardent. Era una manera d’aprofitar un producte que no tenia sortida fàcil.
L'origen del brandi és incert, però està lligat al desenvolupament de la destil·lació. Ja des de l'antiga Grècia, Roma i Babilònia es coneixien begudes d'alcohol concentrat. Amb tot, no es va utilitzar significativament per a la producció de begudes fins al segle XV.
Inicialment, la destil·lació es realitzava als monestirs europeus, però al llarg dels segles XV i XVI es va independitzat dels convents i es convertir en un ofici propi. El vi es destil·lava per dos motius: com a mètode de preservació i per facilitar-ne el transport. També, possiblement, en l'origen el vi es destil·lava per reduir el cost dels impostos, ja que s'avaluaven per volum. La intenció era afegir aigua de nou al brandi poc abans del consum. A més, van descobrir que, després d'emmagatzemar-lo en botes de fusta, el producte final millorava respecte l'esperit destil·lat original.

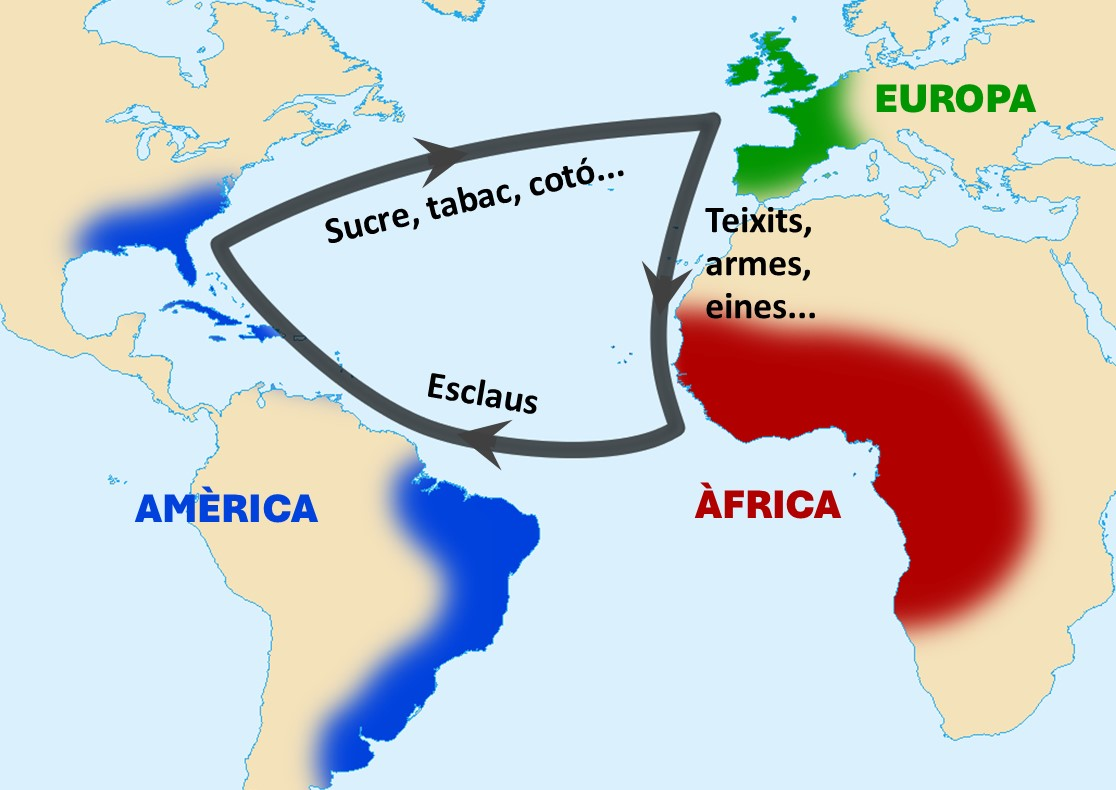
Mapa del comerç triangular atlàntic. A principis del segle XVI el brandi va ser una peça cabdal del comerç triangular entre Europa, Àfrica i Amèrica quan va assumir el paper del vi generós portuguès degut al major contingut d'alcohol i facilitat d'enviament. Després, a finals del segle XVII, el rom, més barat, va substituir el brandi com l'alcohol en el comerç triangular.

Al segle XVII, la República Neerlandesa va convertir-se en la destil·leria d’Europa, ja que els holandesos eren la potència energètica més eficient de tota Europa gràcies a cavar torba als seus rius i canals. Això, sumat a la fortalesa del seu comerç, al fet de ser un punt d’encreuament de rutes comercials i a disposar de grans capitals per invertir, va fer que els vins dolents, sobrants, a diferents territoris europeus, fossin enviats als Països Baixos per ser destil·lats. degut als baixos costos de producció. Aquests alcohols eren consumits pels mateixos neerlandesos o reexportats a altres mercats, com l’anglès. Aquell producte es deia brandewijn i va acabar esdevenint brandi o brandy perquè és com es deia en anglès. El terme es va anar fent popular fins a suplantar el mot autòcton d’“aiguardent”. Així, doncs l’origen del capitalisme català no va ser, inicialment, el tèxtil, sinó el brandewijn. La Revolució Industrial a Catalunya s'inicià amb la producció d’aiguardent en grans quantitats a finals del segle xvii amb un comerç molt actiu amb diferents països europeus, de manera especial amb Holanda i amb la Gran Bretanya i, posteriorment, amb Amèrica. Els grans beneficis econòmics resultants van permetre finançar, en gran part, la revolució industrial a Catalunya. Al segle xviii la producció era molt abundant, sobretot a les comarques del camp de Tarragona, on transformaven part del vi en aiguardent i l'exportaven arreu des dels diversos ports comercials.

## Destil·lació

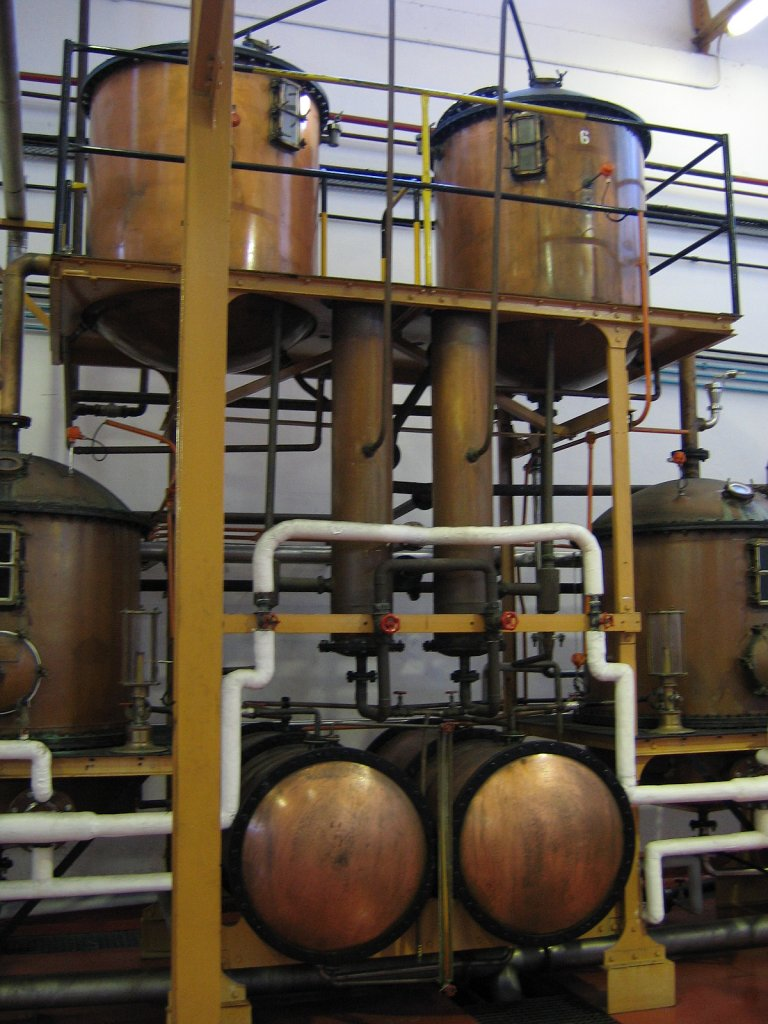
Un alambí per destil·lar brandi a Sud-àfrica.

En una primera destil·lació s'obté un aiguardent de 65-68° sense cap mena de perfum. L'aroma es desenvolupa amb l’envelliment (esterificació, formació d’aldehids i cetones aromàtics, etc), el qual pot durar uns 20-25 anys on acabarà de prendre la seva personalitat organolèptica. Acabat aquest procés, el vi destil·lat ha perdut una tercera part del volum, fonamentalment alcohol, i la graduació és ja de 52-60°. Aquest tipus de brandi no és usual al mercat, i només és emprat per a reparar els comercials, per barrejar amb alcohols més joves i per addicions de caramel i d’aigua. A la fi, la graduació sol ésser d’uns 40-50°. També, a partir del primer aiguardent, i per addició de furfural i envelliment artificial es pot obtenir begudes afins als autèntics brandis, comercialitzades amb el mateix nom.

## Consum

### Servei
El brandi se sol prendre a la sobretaula, després d'un àpat, servit en una copa tipus globus, és a dir, tija molt curta i calze ampli a la base però lleugerament més estret a la part superior, ja que aquesta copa afavoreix l’evaporació i permet olorar més intensament els aromes. Pel que fa a la temperatura de servei, s’aconsella que sigui vora els 20 graus. Antigament, s’escalfava la copa abans de servir-lo, encara que actualment no es recomana ja que intensifica la sensació alcohòlica. El gastrònom Jaume Fàbrega recomana servir-lo a temperatura ambient, per tant no ha d'estar refrigerat i ha de ser sense gel. El cognac, brandi i armanyac, doncs, només admeten l'escalfor de les mans, no els hi fa falta cap espelma, llevat dels casos en que s’elaboren begudes calentes o còctels. Finalment, no es poden sacsejar abans de ser beguts, ja que llavors perden una enorme quantitat de sensacions. A més, esmenta que a Catalunya, és conegut el cigaló o carajillo (nom, aquest darrer, de fonètica espanyola -de “carajo” o carall-, però que sembla originat a Catalunya, es diu que al moll de Barcelona). El cigaló és un gotet especial amb cafè exprés, al qual s’hi aboca un bon raig de brandi. S’hi afegeix sucre o no segons el gust del qui el beu. Es beu tan per esmorzar, a mig matí, després d’un àpat i a tota hora del dia o la nit, ja que és una beguda molt estimulat i reconfortant (cafeïna i alcohol). També hi ha el trifàsic que inclou llet, o sigui, un tallat amb brandi.

### Cuina
El pas per les bótes de roure en va fer un producte valorat i amb ràpida aplicació a la cuina, com a element que, pel grau alcohòlic, permetia, abans de la cocció en salsa, el flamejat de les carns, que es rostien tot transferint-hi els elements de sabor del brandi i eliminant-ne l’alcohol.

### Usos pretesament mèdics
Al segle XIX, el brandi s'utilitzava sovint com a tractament mèdic a causa de les seves suposades qualitats "estimulants". També va ser utilitzat per molts exploradors europeus de l'Àfrica tropical, els quals van suggerir que dosis regulars i moderades de brandi podrien ajudar-los a fer front a la febre, la depressió i l'estrès. A finals del segle XIX i principis del XX, ja es va veure que s'utilitzaven les qualitats "mèdiques" del brandi com a excusa per beure en converses amistoses.

## Tecnologia
En general, la producció de brandi i el consum tendeixen a tindre un caràcter regional i, per tant, els mètodes de producció varien significativament. El brandi es produeix a partir d'una gran varietat de raïms. Els més seleccionats, els que proporcionen aromes i caràcters diferents, s'utilitzen per a brandis d'alta qualitat, mentre que els més barats estan fets de qualsevol vi disponible.
El brandi s'elabora amb raïms primerencs per aconseguir una major concentració d'àcids i nivells més baixos de sucre. El vi de base generalment conté quantitats més petites (fins a 20 mg/L) de sofre que els vins regulars, ja que genera sulfat de coure(II) no desitjat en reacció amb el coure de l'olla o fassina.
Mitjançant una primera destil·lació simple s'obté un aiguardent de 65-68° que no té cap mena de perfum. Es desenvolupa a conseqüència de l’envelliment (esterificació, formació d’aldehids i cetones aromàtiques, etc), que pot durar d'uns 20 a 25 anys. Acabat el procés, el vi destil·lat ha perdut una tercera part del volum, fonamentalment alcohol. En aquest put passa a una graduació de 52-60°. Aquest tipus de brandi, no és usual al mercat, sinó que és emprat per a reparar els de tipus comercials; es procedeix per barreja amb alcohols més joves i per addicions de caramel i d’aigua. La graduació final sol oscil·la d’uns 40 a 50°. A partir del primer aiguardent, i per addició de furfural i envelliment artificial, s'obtenen els brandis comercialitzats amb el mateix nom.

## Tipus de brandi

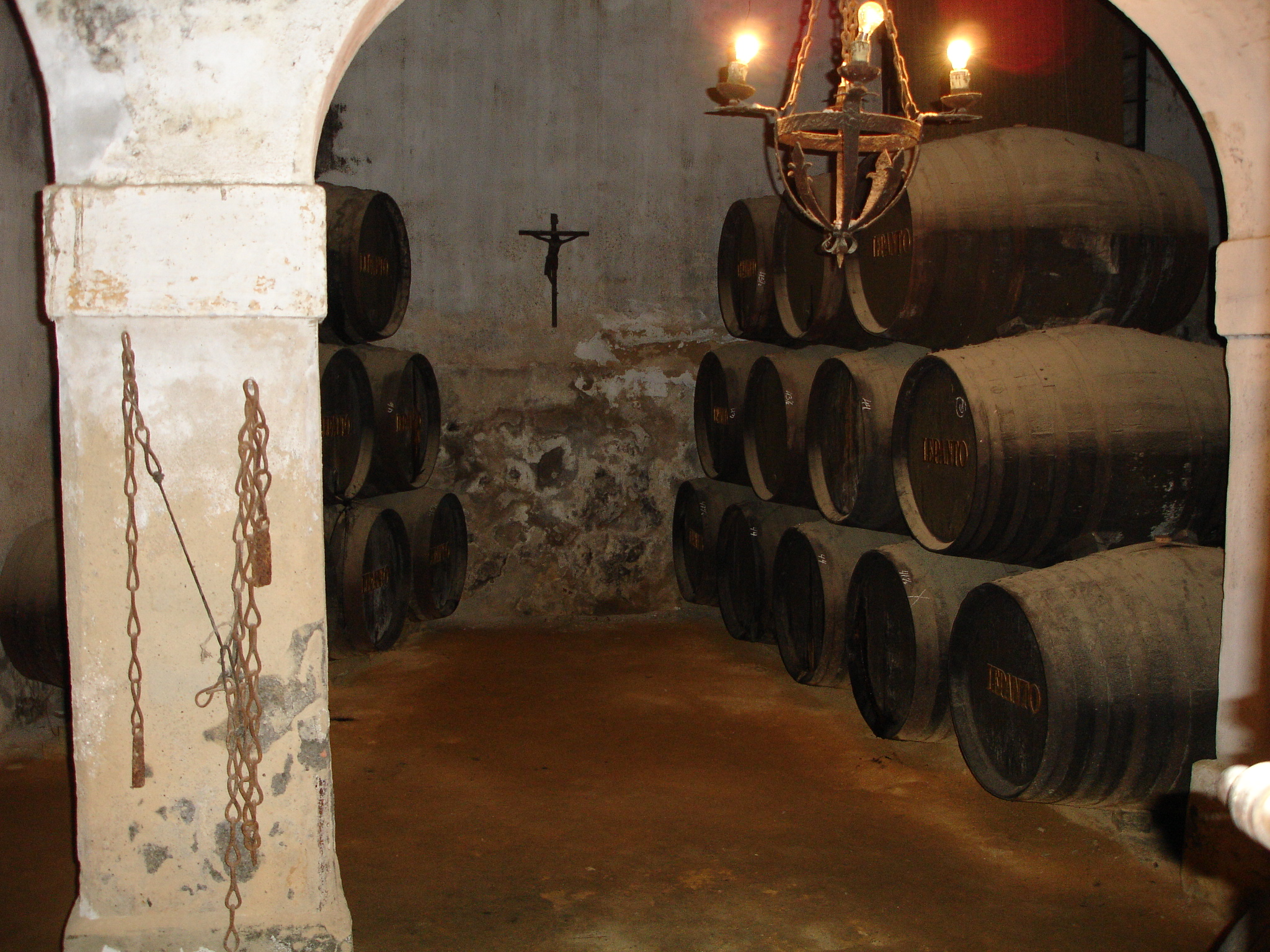
Celler de Brandy de Jerez.

N'hi ha de diferents, els més destacats són:
- Conyac, és un licor doblement destil·lat de la regió de la Charente a partir de 1860. Les marques més populars són Martell, Rémy Martin, Hennessy i Courvoisier (el preferit de Napoleó). Les marques que no són de la regió francesa de Cognac i que produeixen licors de qualitat similar o superior no poden utilitzar aquest nom, ja que és una denominació d'origen. El cognac només es fa amb les varietats blanques de raïm Ugni Blanc, Colombard i Folle Blanche.[15] Els conyacs francesos tenen diferents mencions; són les següents: “Old” o tres estrelles (vell), criança o envelliment mínim d'1 any; ”V.S” (“Very Superior”), criança mínima de 2 anys; V.S.O.P (“Very Superior Old Pale”), criança mínima de 4 anys; X.O, “extra vell” o “Napoleó” (6 anys mínim) i, finalment, “Hors d’âge” (fora d’edat) que és un terme utilitzat pels productors per comercialitzar un producte d'alta qualitat més enllà de l'escala d'edat oficial mínima.[3]

- Armanyac, està fet de raïm de la regió occitana homònima (Armanyac). El seu procés consisteix en una destil·lació simple en continu amb estris de coure i reposat en barrils de roure de Gascunya o Llemosí. L'armanyac és el primer licor destil·lat a França. Es deixa envellir més anys que el conyac, entre 12 i 20 anys, o fins i tot per sobre dels 30. Una marca popular és Marquis de Montesquieu.

La Unió Europea i alguns altres països imposen legalment "Cognac" com el nom exclusiu per al brandi produït i destil·lat a la zona de Cognac de França i el nom "Armagnac" per al brandi de l'àrea de Gascunya de França. Ambdós també s'han de fer utilitzant tècniques tradicionals. Atès que es consideren "denominacions d'origen protegides", un brandi fet en altres llocs no es pot anomenar Cognac en aquestes jurisdiccions, fins i tot si es va fer d'una manera idèntica.
- A Catalunya, hi ha el brandi del Penedès. És una d'Indicació Geogràfica (IG) protegida amb el nom de IGP Brandy del Penedès. Té una graduació alcohòlica mínima de 36%, de color ambre a topazi a partir d'aiguardents de vi. S'envelleix en botes de fusta de roure de sis mesos a diversos anys. Presenta un aroma intens i càlid.[16] Al Penedès provenen d'una llarga tradició vitivinícola, però no van passar a l'elaboració comercial del brandi fins a la dècada de 1940. Les zones en les quals s'ha elaborat tradicionalment són les comarques de l'Alt Penedès i el Baix Penedès i un municipi del Tarragonès, a Constantí.[17]
- A Espanya, el Brandi de Xerès acapara el 94% de la producció estatal; s’elabora amb vi de la Manxa, de poca aroma, però és enriquit amb xerès, fet que li atorga un gust propi molt especial.[1]